# Артикулација (музика)
Артикулација је музички параметар који одређује како ће звучати једна нота или други дискретни догађај. Артикулације првенствено структурирају почетак и крај догађаја, одређујући дужину његовог звука и облик његовог настанка и распада. Оне такође могу да модификују тембр, динамику и висину. Музичка артикулација је аналогна артикулацији говора, а у барокном и класичном периоду поучавала се у поређењу са говорништвом.
Реч артикулација (фр. и енгл. articulation) потиче из латинског језика и значи јасно, разговетно. У музици артикулација значи начини на које се изводе тонови при певању или свирању музичког инструмента. Артикулација у музици помаже да се богатије, јасније, разговетније и прецизније музички изразимо.
Западна музика има скуп традиционалних артикулација које су стандардизоване у 19. веку и остају у широкој употреби. Међутим, композитори нису ограничени на ово и могу да измисле нове артикулације како дело захтева. Када пишу електронску и компјутерску музику, композитори могу дизајнирати артикулације из темеља.
Поред следећења упутстава композитора, извођачи бирају како да артикулишу догађаје у партитури самостално, у складу са њиховом интерпретацијом. Све до 17. века ретко су се артикулације означавале у партитури, а чак и током барока биле су неуобичајене осим украса, остављајући их на вољу извођача и мерила тог времена. Чак и током класичног периода, тумачење знакова артикулације варирало је много шире него данас. Артикулације су сада постале чвршће стандардизоване, али извођачи и даље морају да узму у обзир моду свог времена, методе свирања који су били актуелни у време када је дело које изводе написано, контекст њиховог извођења, стил музике и свој сопствени укус и анализу када одлучују како да артикулишу догађаје у партитури.

## Типови артикулација
Постоји много типова артикулације, од којих свака има другачији утицај на то како се нота свира. У музичким нотним ознакама артикулације укључују лигу, фразу, стакато, стакатисимо, акценат, сфорзандо, ринфорзандо и легато. Различити симбол, постављен изнад или испод ноте (у зависности од њеног положаја), представља сваку артикулацију.
| Основне артикулације       | Шта значи          | Како се пише и како се изводи | Како звучи                                                                                               |
| -------------------------- | ------------------ | ----------------------------- | --- |
| Деташе — (фр. détaché)     | одвојено           |                               | Звучни пример деташеа . Имате потешкоће при редпродукцији овог записа? Погледајте ВП:Помоћ око снимака . |
| Легато — (итал. legato)    | везано             |                               | Звучни пример легата . Имате потешкоће при редпродукцији овог записа? Погледајте ВП:Помоћ око снимака .  |
| Стакато — (итал. staccato) | одвојено, одсечно  |                               | Звучни пример стаката . Имате потешкоће при редпродукцији овог записа? Погледајте ВП:Помоћ око снимака . |
| Портато — (итал. portato)  | ношено             |                               | Звучни пример портата . Имате потешкоће при редпродукцији овог записа? Погледајте ВП:Помоћ око снимака . |
| Тенуто — (итал. tenuto)    | отегнуто, издржано |                               | Звучни пример тенута . Имате потешкоће при редпродукцији овог записа? Погледајте ВП:Помоћ око снимака .  |
| Маркато — (итал. marcato)  | наглашено          |                               | Звучни пример марката . Имате потешкоће при редпродукцији овог записа? Погледајте ВП:Помоћ око снимака . |

Трећи став Бетовенове Симфоније бр. 6 (Пасторална) представља пример ефективне употребе контраста између стаката и легата унутар истог музичког одломка.
Варирање артикулације теме може играти улогу у музичком развоју. На пример, Менделсонова Хебридска увертира почиње фразом која се игра легато.
Ова идеја се касније поново појављује у свираном стакату док га Менделсон развија преко оркестарске текстуре.

## Сложене артикулације
Повремено се артикулације могу комбиновати да би се створили стилски или технички исправни звукови. На пример, када се стакато ознаке комбинују са лигом, резултат је портато, такође познат као артикулисани легато. Ознаке тенуто се називају (за жице на гудалу) кукастим луковима. Овај назив се такође ређе примењује на стакато ознаке или мартелато (мартеле).

### Апагадос
Апагадос (од шпанског глагола apagar, „утишати“) се односи на ноте које се свирају пригушено, без одржавања. Термин је написан изнад или испод нота са тачкастом или испрекиданом линијом повученом до краја групе нота које треба да се одсвирају пригушене. Техника је углавном написана за гудалске или окидачке инструменте. Модернисти називају 'апогадо' (мало другачији правопис) као „неми длан“. На гитари музичар дланом пригушује жице и окида палцем. Строго говорећи, термин пригушен је тачан за овај ефекат у музици; пошто пригушити значи ућутати. Илустрација апагадоса може се наћи у делу композитора за шпанску гитару, Херарда де Алтона.